# Quincy Ford
Quincy G. Ford (Saint Petersburg, Florida, 20 de enero de 1993) es un baloncestista estadounidense que pertenece a la plantilla del Victoria Libertas Pesaro de la Lega Basket Serie A italiana. Con 2,03 metros de estatura, juega en la posición de escolta.

## Trayectoria deportiva

### Universidad
Jugó cinco temporadas, una de ellas truncada casi por completo por una lesión en la espalda, con los Huskies de la Universidad Northeastern, en las que promedió 12,4 puntos, 5,7 rebotes y 1,9 asistencias por partido. En su primera temporada fue incluido en el Mejor quinteto de rookies de la Colonial Athletic Association. Ya en 2015 fue elegido MVP del torneo de la conferencia e incluido en el tercer mejor quinteto absoluto, que fue el segundo al año siguiente, en su última temporada en el equipo.

### Profesional
Tras no ser elegido en el Draft de la NBA de 2016, disputó las ligas de verano de la NBA con los Utah Jazz, promediando 5,1 puntos y 5,2 rebotes por partido. Firmó contrato por tres temporadas, pero fue despedido el 13 de octubre tras disputar únicamente un partido de pretemporada.
El 8 de febrero de 2021, firma por el Promitheas Patras B.C. de la A1 Ethniki.
El 29 de julio de 2021, firma por el  VEF Riga de la Latvijas Basketbola līga, pero rompió su contrato por no querer vacunarse contra el COVID-19. Firmó con Soproni KC de la Nemzeti Bajnokság I/A el 31 de agosto.
El 11 de julio de 2023 fichó por el Victoria Libertas Pesaro de la Lega Basket Serie A italiana.